# Tina Weirather
Christina "Tina" Weirather (født 24. maj 1989) er en tidligere alpin skiløber fra Liechtenstein.
Hun fik sin debut ved VM i 2005, og deltog i vinter-OL 2006. I det alpine verdensmesterskab for juniorer 2006 vandt hun guld i storslalom og i det alpine verdensmesterskab for juniorer 2007 vandt hun guld i styrtløb.
Hun missede vinter-OL 2010 på grund af en skade. Weirather repræsenterede sit hjemland ved vinter-OL 2014 i Sochi, hvor hun var flagbærer, men startede ikke i nogen af begivenhederne på grund af en skade. Hun vandt sit første World Cup-løb den 1. marts 2013 i super-G i Garmisch-Partenkirchen. Hun vandt super-G cuppen i sæsonen 2016/17.
Ved vinter-OL 2018 i Pyeongchang tog Weirather bronze i super-G, elleve hundrededele efter Ester Ledecká, Tjekkiet og ti hundrededele efter Anna Veith, Østrig.
Hun stoppede i 2020. Hun er datter af alpin skiløberne Harti Weirather fra Østrig og Hanni Wenzel fra Liechtenstein.